# Booker
Pour les articles homonymes, voir Booker (homonymie).
Booker est une série télévisée américaine en 22 épisodes de 45 minutes, créée par Stephen J. Cannell et Eric Blakeney et diffusée entre le 24 octobre 1989 et le 6 mai 1990 sur le réseau Fox. C'est une série dérivée de 21 Jump Street
En France, la série a été diffusée à l'automne 1992 sur M6. Rediffusion sur RTL9.

## Synopsis
Après avoir perdu son emploi de policier à Los Angeles, Dennis Booker est devenu enquêteur pour une compagnie d'assurances japonaise, la Teshima Corporation of America.

## Distribution
- Richard Grieco (VF : Franck Capillery) : Dennis Booker
- Katie Rich : Elaine Grazzo
- Carmen Argenziano : Chick Sterling
- Marcia Strassman : Alicia Rudd
- Lori Petty : Suzanne Dunne (10 épisodes)

## Épisodes
| N° | #  | Titre                                                         | Réalisation              | Scénario                                                   | Première diffusion                     | Code de production |
| --- | -- | ------------------------------------------------------------- | ------------------------ | ---------------------------------------------------------- | -------------------------------------- | ------------------ |
| 01 | 01 | Cas de conscience Booker                                      | David Jackson            | Stephen J. Cannell                                         | États-Unis : 24 septembre 1989 sur FOX | 31101              |
| Dennis Booker, ancien policier de l'équipe de 21 Jump Street, est engagé par une compagnie d'assurance pour diriger son service d'enquêtes. Un jeune ancien boxeur, Willy Seeton, est condamné pour un casse de bijouterie alors qu'il est innocent. Elaine, la coéquipière de Dennis Booker, est convaincue de cette innocence et tente de la prouver. Au procès, lors de l'annonce de la condamnation, un homme sort discrètement à l'annonce du verdict. Booker le suit et ne tarde pas à comprendre qu'il pourrait bien être le véritable coupable… |    |                                                               |                          |                                                            |                                        |                    |
| 02 | 02 | La Guerre des gangs The Pump                                  | Mark Sobel               | Nicholas Corea Stephen J. Cannell                          | États-Unis : 1er octobre 1989          | 31102              |
| L'histoire : Dennis Booker passe voir Judy Hoffs aux 21 J.Street, il semble préoccupé et l'invite à dîner. Il démarre l'Opération Aigle Noir et doit récupérer du matériel informatique volé, muni d'un petit micro mouchard. John Brown alias Bucky Brown, récidiviste pour recel et trafic, est l'indicateur. Booker le rencontre, simulant le rachat d'un lot important de matériel informatique. Il l'arrête ainsi en pleine transaction illégale. Juddy Hoffs a des ennuis avec une bande de gangsters et Dennis vient à sa rescousse mais Judy est touchée par une balle. Dennis court à la poursuite des gangsters, en vain, tandis que Judy est emmenée par une ambulance et que le bandit Jersey est retrouvé mort. Dennis pense avoir reconnu Arnon Lewis parmi les voyous fuyards. Celui-ci prétend auprès du chef de sa bande que c'est Booker qui a tué Jersey… |    |                                                               |                          |                                                            |                                        |                    |
| 03 | 03 | Le Gang d'Arrisola Raising Arrizola                           | Rob Bowman               | Gordon Dawson                                              | États-Unis : 8 octobre 1989            | 31106              |
| Un jeune gamin, viêt, Ping-Pong, roule à vélo dans la ville quand il est stoppé par des voyous (le gang d'Arrizola) qui lui apprennent que Ronnie Arizzola, un dangereux criminel que Booker a envoyé en prison quelques années plus tôt, vient d'être libéré, et lui proposent de travailler pour sa bande. Ronnie reprend très vite du service : raquets, vols, menaces, chantages… |    |                                                               |                          |                                                            |                                        |                    |
| 04 | 04 | Piège de jade High Rise                                       | Jorge Montesi            | Carleton Eastlake                                          | États-Unis : 22 octobre 1989           | 31109              |
| Hong Kong. Billy, le messager de Téchima arrive avec un jour d'avance chez son correspondant de Hong Kong, les valises pleines de billets. Il empoche sa part mais celle-ci ne contient que des faux billets, extraits de la valise également pleine de billets tout aussi faux, en fait du papier journal ! Billy est liquidé. Une guerre des clans s'annonce. Le chef de Dennis Booker rassemble un conseil d'administration extraordinaire. Tom, un collaborateur de Dennis, doit reporter son départ de la boîte sur ordre de son patron ; or, il semble en savoir long sur les coupures de papier journal de la fameuse valise de billets. Booker et Hélène, la secrétaire, découvrent, en accédant à des données-ordinateur, que Chick Sterling chercherait à se débarrasser de certains membres de l'équipe. Une bande armée débarque dans l'immeuble où a lieu le Conseil d'Administration, tue le gardien et prend en otage toutes les personnes présentes à cette réunion… |    |                                                               |                          |                                                            |                                        |                    |
| 05 | 05 | Le Cercle des parieurs disparus All You Gotta Do is Do It     | Reynaldo Villalobos (en) | Stephen J. Cannell                                         | États-Unis : 29 octobre 1989           | 31105              |
| Booker rêve chaque nuit du jour où Tom Hanson a été accusé de meurtre et où lui, Dennis, a dû rendre sa plaque, à cause d'un salaud, Raymond Crane. Il a juré qu'il l'abattrait pour trouver enfin le repos. Il est "engagé" pour 2 dollars 50 par un enfant sur la piste d'un chien enlevé. Il découvre par hasard une cassette video du millionnaire Raymond Crane, qu'il recherche, et de la chanteuse Tina Maxwell. Booker s'introduit dans la place pour s'approcher de son ennemi. Arrivé à le rencontrer, il lui visionne la cassette video qu'il a subtilisée. Il prétend vouloir travailler pour lui et non pas le faire chanter… |    |                                                               |                          |                                                            |                                        |                    |
| 06 | 06 | Soupçons Bete Noir                                            | James Whitmore Jr.       | Charles Grant Craig                                        | États-Unis : 5 novembre 1989           | 31110              |
| Carissa McKay a déjà touché deux fortes primes d'assurances à la suite du décès de ses deux premiers maris. Elle s'apprête, à 36 ans, à se remarier une troisième fois avec J.Wingate, 63 ans, qui a signé avec la Teshima un contrat d'assurance vie de cinq millions. Dennis Booker doit se mettre en contact avec elle pour enquêter. Il simule le vol du sac à main de Carissa avec l'aide de Doug Penhall, récupère le sac pour la dame et se fait inviter par celle-ci chez elle en remerciement… |    |                                                               |                          |                                                            |                                        |                    |
| 07 | 07 | Le Chasseur de primes Flat Out                                | Jefferson Kibbee         | Carleton Eastlake                                          | États-Unis : 12 novembre 1989          | 31111              |
| Larry, le comptable de Teshima, demande à Dennis d'aller casser la figure au balaise de copain de sa petite amie. Booker s'amuse de cette réputation qu'il a acquise d'être le gros bras de la société Teshima. Cette dernière souhaitant redorer son blason auprès du public, engage un ancien joueur de hockey sur glace, Bill Bludworth, pour diriger l'équipe qu'elle sponsorise. Mais à la conférence de presse qui annonce le projet, les journalistes sifflent le joueur qui descend dans la salle pour casser la figure aux "manifestants". En fait, Bill est consid-éré comme un Hooligan ; Dennis, lui, considère Bill comme une légende vivante. Il est chargé par Teshima de protéger le sportif. Ce dernier s'avère de caractère exécrable avec son entourage, avec les joueurs, avec les ados qui lui demandent des autographes, et envers Dennis qui se retrouve par terre s'en avoir pu s'y attendre !                                                               |    |                                                               |                          |                                                            |                                        |                    |
| 08 | 08 | Combines en tous genres 1re partie Deals and Wheels           | Mark Sobel               | Thania St. John Charles Grant Craig                        | États-Unis : 26 novembre 1989          | 31113              |
| Après avoir trouvé une cassette vidéo compromettante d'un vieil ennemi du nom de Raymond Crane, Booker utilise la bande comme moyen de chantage pour gagner l'entrée dans l'organisation de Crane.(crossover avec 21 Jump Street) |    |                                                               |                          |                                                            |                                        |                    |
| 09 | 09 | Recherche Lucille désespérément Someone Stole Lucille         | Kim Manners              | Bill Nuss                                                  | États-Unis : 10 décembre 1989          | 31112              |
| Booker doit simultanément s'occuper d'un dirigeant de bureau japonais de Teshima et retrouver la guitare volée de BB King. |    |                                                               |                          |                                                            |                                        |                    |
| 10 | 10 | Les Centurions des glaces Cementhead                          | Jorge Montesi            | Glen Morgan James Wong                                     | États-Unis : 17 décembre 1989          | 31114              |
| Booker est assigné à s'occuper de joueur professionnel de hockey Bill Bloodworth. |    |                                                               |                          |                                                            |                                        |                    |
| 11 | 11 | Liaisons dangereuses The Red Dot                              | Mario Azzopardi          | Carleton Eastlake Charles Grant Craig Bill Nuss            | États-Unis : 14 janvier 1990           | 31118              |
| Une femme engage Booker pour trouver l'homme qui l'a mise enceinte, un homme qui est également pourchassé par un assassin. |    |                                                               |                          |                                                            |                                        |                    |
| 12 | 12 | Qui veut la peau de Roger Thorton ? Who Framed Roger Thorton? | Jefferson Kibbee         | Thania St. John Charles Grant Craig                        | États-Unis : 21 janvier 1990           | 31115              |
| Booker est embauché par les amis d'un créateur de mode pour trouver son assassin, et il reçoit une aide non-désirée de Suzanne. |    |                                                               |                          |                                                            |                                        |                    |
| 13 | 13 | Les Pirates des temps modernes Hacker                         | Bryan Spicer             | Carleton Eastlake Thania St. John Charles Grant Craig      | États-Unis : 4 février 1990            | 31119              |
| Un pirate informatique de l'intérieur Teshima commence à jouer des tours sur les employés de la société. Toutefois, lorsque les agents fédéraux sont impliqués avec l'affaire, il devient évident que le pirate est mêlé dans quelque chose de plus grave. |    |                                                               |                          |                                                            |                                        |                    |
| 14 | 14 | Erreur de jeunesse The Life and Death of Chick Sterling       | Kim Manners              | Thania St. John Bill Nuss                                  | États-Unis : 11 février 1990           | 31122              |
| Après que Chick Sterling échappe de justesse à une explosion, lui et Booker essayent de trouver qui voudrait sa mort. Les indices les conduisent à une histoire concernant Chick quand il était dans l'armée. |    |                                                               |                          |                                                            |                                        |                    |
| 15 | 15 | Sur la piste du diamant noir Black Diamond Run                | Peter D. Marshall        | Seth Perlman                                               | États-Unis : 18 février 1990           | 31120              |
| Booker va à une station de ski d'attraper un monte-en-l'air qui a volé des bijoux de riches mécènes. |    |                                                               |                          |                                                            |                                        |                    |
| 16 | 16 | Terrain glissant Love Life                                    | Jefferson Kibbee         | Jacqueline Zambrano Gary Rosen                             | États-Unis : 25 février 1990           | 31121              |
| Mata Yamashiro, un employé de la branche japonaise de Teshima et ami de Chick est assassiné en ville alors qu'il venait pour affaires. Chick demande Booker d'enquêter, tous les signes indiquent la prostituée qui a été retrouvée sur les lieux est coupable, mais Booker la croit innocente. |    |                                                               |                          |                                                            |                                        |                    |
| 17 | 17 | Une princesse dans la mafia Reunion                           | Jan Eliasberg            | Carleton Eastlake Thania St. John                          | États-Unis : 25 mars 1990              | 31124              |
| Booker est invité à sa réunion de lycée par son ancienne petite amie, Donna Cofax, qui lui dit qu'elle va se marier avec Jeff Ferris. Quand Jeff disparaît, Booker et Donna partent à sa recherche. |    |                                                               |                          |                                                            |                                        |                    |
| 18 | 18 | Amour toujours Wedding Bell Blues                             | Jefferson Kibbee         | Thania St. John Charles Grant Craig Bill Nuss              | États-Unis : 1er avril 1990            | 31125              |
| Un des amis de Booker de l'école secondaire va se marier à une fille merveilleuse, le seul problème est qu'il est déjà engagé à quelqu'un d'autre. |    |                                                               |                          |                                                            |                                        |                    |
| 19 | 19 | Oncle Booker Molly and Eddie                                  | David Nutter             | Thania St. John Charles Grant Craig Bill Nuss              | États-Unis : 8 avril 1990              | 31123              |
| Un homme qui rachète de voitures pour une vie est car-jacké pendant son travail et vient demande de l'aide à Booker. Quand l'homme disparaît, Booker est obligé de prendre soin de la jeune fille de l'homme. |    |                                                               |                          |                                                            |                                        |                    |
| 20 | 20 | Un jeu dangereux Crazy                                        | Bill Corcoran            | Chad Hayes Carey W. Hayes                                  | États-Unis : 15 avril 1990             | 31127              |
| Un meurtrier arrêté par Booker, quand celui-ci était encore flic, s'échappe juste avant la fin de son procès. Il est à la recherche de Booker pour se venger. |    |                                                               |                          |                                                            |                                        |                    |
| 21 | 21 | La Maison volée Mobile Home                                   | Christopher T. Welch     | David Kemper Thania St. John Charles Grant Craig Bill Nuss | États-Unis : 29 avril 1990             | 31128              |
| Tony, un ami de Booker, achète un mobile-home qui est rapidement volé par les enfants du propriétaire d'origine quand ceux-ci apprennent que leur père a peut-être caché une fortune en argent volé quelque part à l'intérieur. Tony embauche Booker et un autre enquêteur, Fatz, pour trouver son mobile home. |    |                                                               |                          |                                                            |                                        |                    |
| 22 | 22 | La Fête des pères Father's Day                                | Jan Eliasberg            | Jan Eliasberg                                              | États-Unis : 6 mai 1990                | 31129              |
| Le père de Booker est impliqué dans un meurtre et prend la fuite. |    |                                                               |                          |                                                            |                                        |                    |

## Commentaires
- Pour des raisons de budget, Booker a été tournée à Vancouver, à l’instar de MacGyver à la même époque[1].

- La chanson du générique est Hot in the City interprétée par Billy Idol[1].

## DVD
- États-Unis :

- 20 épisodes sur les 22 apparaissent en Zone 1 dans le coffret 4 DVD Booker Collector's Edition chez Mill Creek Entertainment le 25 août 2009. L'épisode cross-over avec 21 Jump Street étant présent sur le coffret américain de cette dernière, il n'est donc pas présent dans celui de Booker. Le second épisode concernant la guitare de B.B. King n'est pas présent pour des questions de droits d'auteurs. La plupart des musiques de l'édition ont été modifiées comme la chanson du générique remplacée par une autre .